# モナハン (DD-354)
モナハン (USS Monaghan, DD-354) は、アメリカ海軍の駆逐艦。ファラガット級。艦名は1899年の第二次サモア戦争で戦死したジョン・R・モナハン少尉にちなむ。その名を持つ艦としては、ポールディング級駆逐艦「モナハン (USS Monaghan, DD-32) 」に次いで2隻目。
真珠湾攻撃の際に特殊潜航艇（甲標的）を撃沈し、珊瑚海海戦やミッドウェー海戦に参加。アリューシャン方面の戦いでも潜水艦を撃沈したが、1944年12月18日に遭遇したコブラ台風で沈没した。

## 艦歴
「モナハン」はボストン海軍工廠で1933年11月21日に起工し、1935年1月9日にモナハン少尉の姪によって進水。艦長R. R. トンプソン中佐の指揮下で1935年4月19日に就役する。第二次世界大戦参戦までは北大西洋方面で訓練に従事した。

### 真珠湾攻撃
1941年12月8日、「モナハン」は7時51分に、先だって真珠湾口で正体不明の潜水艦を撃沈した駆逐艦「ワード (USS Ward, DD-139) 」に合流するよう命じられる。そのわずか4分後、真珠湾攻撃が始まったため、対空砲火を撃った。8時30分、港外へ退避するべく航行中の掃海駆逐艦「ゼイン(USS Zane, DMS-14) 」が、工作艦「メデューサ(USS Medusa, AR-1) 」の後方180 mを航行する甲標的を発見したとの報告が入った。さらに敷設駆逐艦「ブリース(USS Breese, DM-18) 」も甲標的を発見し、水上機母艦「カーティス (USS Curtiss, AV-4) 」が砲撃を行う。8時37分、「モナハン」は艦首右舷 1,100 mの距離で潜望鏡と司令塔の一部を発見したため、体当たりするための準備を行う。その間、「メデューサ」と水上機母艦「タンジール(USS Tangier, AV-8) 」が甲標的へ砲撃を行った。甲標的は「カーティス」へ向け魚雷1本を発射してきたが、その際に砲弾が命中し、艇長が戦死したのが見えた。甲標的はさらに機銃掃射を受けていた。魚雷は「カーティス」に命中せず、ドックに命中した。体当たりしようとする「モナハン」に対し、甲標的は魚雷を発射してきたが、魚雷は「モナハン」の右舷側を通過し、フォード島に命中した。「モナハン」は体当たりして甲標的を水深10 mの海底に叩きつけ、爆雷2発を投下して撃沈した。
攻撃後、「モナハン」は空母「レキシントン (USS Lexington, CV-2) 」を中心とする、ウィルソン・ブラウン中将の第11任務部隊に加わり、ギルバート諸島奇襲、次いでウェーク島救援に向かうことになった。ところが、太平洋艦隊司令長官代理ウィリアム・パイ中将が海軍作戦部長ハロルド・スターク大将と合衆国艦隊司令長官アーネスト・キング大将に伺いを立てたところ、ウェーク島守備隊の士気を考慮したものの、「兵力の増強より撤退すべきだ」との示唆を受けたためウェーク島救援は取り消され、間もなくウェーク島のアメリカ軍は日本軍に降伏した。帰投の途中、「モナハン」は日本軍潜水艦から出たものと思しき油紋を発見し、駆逐艦「デイル (USS Dale, DD-353) 」および「エールウィン (USS Aylwin, DD-355) 」とともに爆雷攻撃を行った。
1942年に入ると「モナハン」は第11任務部隊から一時離れ、西海岸部への輸送船団の護衛に従事。第11任務部隊に復帰後の1942年4月15日に真珠湾を出撃し、南太平洋方面へと向かう。このころ、日本軍の圧力はポートモレスビーやニューギニア島、あるいはオーストラリアやニュージーランドにいたる通商路を徐々に圧迫し、この脅威を取り除くため海軍は迅速に迎撃態勢を整えた。空母「ヨークタウン (USS Yorktown, CV-5) 」からの航空機がツラギ島や対岸のガヴツにいた日本軍を攻撃したのは5月4日のことであり、珊瑚海を行動していた第11任務部隊および第17任務部隊（フランク・J・フレッチャー少将）は、日本側の第五航空戦隊（原忠一少将）も珊瑚海に入りつつあることを知る。互いの敵を見ずに始まった珊瑚海海戦は、まず5月7日に両任務部隊からの艦載機がMO攻略部隊を発見して攻撃し、空母「祥鳳」を撃沈して先手を取った。翌5月8日は互いの艦載機群が攻撃を行ったが、「モナハン」は無線封止を維持して輪形陣にとどまった。その後、前日5月7日の日本側の攻撃で沈没した給油艦「ネオショー (USS Neosho, AO–23) 」と駆逐艦「シムス (USS Sims, DD-409) 」の捜索を行ったが、沈没地点が誤って報告されていたため、救助任務を行えなかった。「モナハン」はヌメアに到着し、同地で第16任務部隊（ウィリアム・ハルゼー中将）に合流して5月26日に真珠湾に帰投した。

### ミッドウェーとアリューシャン
2日後、「モナハン」は第16任務部隊とともに真珠湾を出撃する。海軍情報部の諜報により、日本軍がミッドウェー島攻略のために複雑な戦闘計画を組み立て、いつ何時に南雲忠一中将の第一航空艦隊がミッドウェー島に接近するかを明らかにして上層部にも通報していた。結論を言えば、アメリカ軍は日本側の空母4隻と重巡洋艦1隻を撃沈して戦いの流れを変えることに成功した（ミッドウェー海戦）。「モナハン」は海戦の2日間、もっぱら空母「エンタープライズ (USS Enterprise, CV-6) 」の直衛につき、海戦の翌日には救助作業のために一時後退したが、間もなく空母「飛龍」からの航空攻撃で大破した空母「ヨークタウン」の直衛にまわった。6月7日、潜水艦「伊168」が輪形陣の中に入り、「ヨークタウン」に対して魚雷を発射。魚雷は「ヨークタウン」と、「ヨークタウン」に横付けしていた駆逐艦「ハムマン (USS Hammann, DD-412) 」に命中し、「ハムマン」が轟沈、「ヨークタウン」も16時間後に沈没した。「モナハン」は駆逐艦「グウィン (USS Gwin, DD-433) 」および「ヒューズ (USS Hughes, DD-410) 」とともに「伊168」の捜索を行い、爆雷攻撃で打撃を与えたと評価されたが、「伊168」は苦闘の末に生還した。
勝利を収めた第16任務部隊は6月13日に真珠湾に帰投。このころ、北方のアリューシャン列島方面にも日本軍が進撃していた。「モナハン」は日本軍と対峙するためアリューシャンの戦線に送られた。しかし、アリューシャン方面の濃霧の中で衝突事故を起こして損傷し、ダッチハーバー、真珠湾で応急修理ののち、船団護衛を兼ねて西海岸に向かい、メア・アイランド海軍造船所で本格的な修理が行われた。修理は概ね11月ごろに終わり、11月17日にはフィジーへ向けて出港した。ところが、寄港先のヌメアで触礁事故を起こしてプロペラを損傷し、修理のため再び真珠湾に後退しなければならなかった。一切の修理が終わったのは、1943年2月21日になってからのことであった。
修理が終わったモナハンは、軽巡洋艦「リッチモンド (USS Richmond, CL-9) 」、重巡洋艦「ソルトレイクシティ (USS Salt Lake City, CA-25) 」を基幹とする第16.69任務隊（「ソック」チャールズ・マクモリス少将）に加わり、アリューシャン方面での偵察に従事する。3月26日、第16.69任務隊はアッツ島およびキスカ島への輸送作戦を掩護中の第五艦隊（細萱戊子郎中将）とコマンドルスキー諸島近海で遭遇し、アッツ島沖海戦が行われた。第16.69任務隊は寡兵よく第五艦隊を翻弄して追い返すことに成功した。以降、夏までの間に日本軍拠点への艦砲射撃や哨戒任務をアリューシャン方面全体で行った。この哨戒でのハイライトは、6月21日から22日の2日間にわたって行われた、キスカ島への輸送任務に従事していた潜水艦「伊7」との交戦である。6月21日午後、キスカ島七夕岬を確認して浮上航行に移った「伊7」を発見した「モナハン」は砲撃を行い、司令塔に命中弾を与えて潜航不能に陥らせ、艦の首脳も戦死させた。「伊7」は旭岬に座礁して応急修理を行った上、6月22日夜に横須賀へ向けて七夕湾を出撃。しかし、行く手には「モナハン」が待ち構えていた。「モナハン」は砲撃で「伊7」にさらなる損傷を与え、「伊7」は引き返す。「モナハン」はこれを追撃して3度目の砲撃を行い、進退窮まった「伊7」はキスカ島二子岩に座礁して果てた。「伊7」の喪失は、水雷戦隊によるキスカ島撤退作戦実施の伏線となった。

### 1943年後半 - 1944年
アリューシャン戦線が日本軍の撤退で一段落したあと、「モナハン」は真珠湾およびサンフランシスコへの護衛任務を行い、11月13日には3隻の護衛空母を護衛してサンペドロを出撃。ギルバート諸島攻略のガルヴァニック作戦では、一貫して護衛空母の直衛にあたった。作戦終了後、西海岸に引き返し、大規模な演習を行ったあと、再び護衛空母群の直衛につくためサンディエゴを出撃。1944年1月からのクェゼリンの戦いでは、ロイ＝ナムル島の北西海域で行動し、ロイ＝ナムル島攻略を支援した。2月7日に戦艦「ペンシルベニア (USS Pennsylvania, BB-38) 」を護衛してマジュロに入港し、次いでエニウェトクの戦いに参加。輸送船団を護衛してエニウェトク環礁に向かい、2月21日から22日にかけての夜間にはメリレン島に対して砲撃を行う。作戦終了後は2月末までマーシャル方面で哨戒任務と護衛任務にあたった。
3月22日からは、「モナハン」は第58任務部隊（マーク・ミッチャー中将）に随伴してパラオ（パラオ大空襲）、ウォレアイ環礁およびヤップ島への攻撃支援で対潜任務につき、4月6日にマジュロに帰投する。4月13日から5月4日までの間はホーランジアの戦い、サタワン環礁砲撃、トラック諸島再攻撃およびポンペイ島への攻撃を支援。マジュロで整備ののち、6月11日にはサイパン島に向けて出撃した。6月19日のマリアナ沖海戦の前後、「モナハン」は僚艦とともにサイパン島に上陸した味方地上部隊の援護にあたり、その間に第58任務部隊と潜水艦は小沢治三郎中将の第一機動艦隊を追い払った。エニウェトク環礁に一旦下がったあと、7月14日に出撃して、7月からのグアムの戦いに、空母に対する対潜直衛艦として参加した。また、7月17日夜から18日にかけてはアガット地区で作戦する水中爆破班の援護にあたり、7月19日の朝まで艦砲射撃を繰り返した。7月25日まで作戦に従事したのち真珠湾に向かい、オーバーホールのためピュージェット・サウンド海軍造船所に回航された。

### コブラ台風
10月1日、「モナハン」は駆逐艦「デューイ (USS Dewey, DD-349) 」とともにピュージェット湾を出港し、カリフォルニア、ハワイ沖で演習を行ったのち、11月11日にウルシー環礁に向けて真珠湾を出港した。ウルシーに到着後、12月6日に対空演習を行って、12月10日に第38任務部隊（ジョン・S・マケイン・シニア中将）とともにウルシーを出撃した。第38任務部隊はミンドロ島の戦いの支援を行う予定であり、「モナハン」は「デューイ」「エールウィン」および駆逐艦「ハル (USS Hull, DD-350) 」とともに補給支援担当の第30.8任務群を護衛した。ところが、第38任務部隊は洋上給油予定日の12月17日ごろからコブラ台風の中に入り始め、12月18日にかけて大きく翻弄されることとなった。この時点で「モナハン」は操舵が困難だったものの、燃料を76パーセント保有しており、動揺にある程度は耐えうると考えられていた。しかし、「モナハン」は次第に操舵に加えて針路維持も困難となり、艦内モーターも故障して一切の動力を失った。やがて構造物が崩れだしたという報告もなされたが、間もなく転覆して沈没していった。生存者はわずか6名で、いかだに乗って3日間漂流ののち、駆逐艦「ブラウン (USS Brown, DD-546) 」に救助された。生存者は、モナハンは右舷に倒れて波に翻弄されながら沈んでいったと報告した。いかだには当初12名が乗っていたが、暴れたり海中に転落したりして半数に減り、「ブラウン」によって救助された時も、いかだの後ろにサメが付きまとっていた。太平洋艦隊司令長官チェスター・ニミッツ元帥はこの悲劇に関し、「（台風は）主だった戦闘よりかは小さいと思われたが、第3艦隊に予想より多くの打撃を与えた。」と表現した。
「モナハン」は第二次世界大戦の功績で12個の従軍星章を受章した。